# Генри, Кларенс (музыкант)
Кларенс Генри II (англ. Clarence Henry II известен так же Clarence "Frogman" Henry 19 марта 1937, Новый Орлеан – 7 апреля 2024, там же), известный так же Кларенс «Фрогмэн» Генри, американский ритм-н-блюзовый певец и пианист, наиболее известным своими хитами «Ain't Got No Home» (1956) и «(i Don't Know Why) But I Do» (1961).

## Биография
Родился в Новом Орлеане.
В 1948 году он переехал в район под названием Алжир в Н.Орлеане, где прожил всю оставшуюся жизнь. Он начал учиться игре на фортепиано в детстве, его основными вдохновителями были Фэтс Домино и Профессор Лонгхейр. Когда Генри выступал на шоу талантов, он одевался как Лонгхейр и носил парик с косами по обеим сторонам. В 1952 году он присоединился к группе Бобби Митчелла, играя в ней на фортепиано и тромбоне, он ушел из группы, когда окончил школу в 1955 году, чтобы присоединиться к группе саксофониста Эдди Смита.
Генри использовал свой фирменный хриплый голос, чтобы импровизировать песню "Ain't Got No Home". Однажды ночью в 1955 году на Chess Records  Пол Гейтен услышал эту песню и заставил Генри записать её в студии Козимо Матасса в сентябре 1956 года. Первоначально песню продвигал местный диджей Poppa Stoppa, в конечном итоге песня поднялась до 3-го места в национальном чарте R&B и до 20-го места в американском поп-чарте. Этот фирменный трюк принес Генри прозвище "Frogman" и положил начало его прфиссианальной  карьере, которая продолжалась до его смерти.
Генри гастролировал по стране с группой из шести человек до 1958 года и продолжал записываться. Кавер-версия хита Бобби Чарльза "(i Don't Know Why) But I Do" и "You Always Hurt the One You Love", обе из 1961 года, были его другими большими хитами.
В 1964 году он открыл 18 концертов The Beatles в США и Канаде, но его основным источником дохода была улица Бурбон-стрит в Новом Орлеане, где он играл в течение 19 лет.

## Личная жизнь и смерть
Генри был женат семь раз, и все его браки закончились разводом. У него было десять детей.
Умер в Новом Орлеане 7 апреля 2024 года в возрасте 87 лет от осложнений после операции. Генри продолжал выступать в последние годы своей жизни и должен был появиться на фестивале джаза и наследия в Новом Орлеане в 2024 году в конце того же месяца.

## Награды
Новаторский вклад Генри в этот жанр был признан Залом славы рокабилли. В апреле 2007 года Генри был удостоен чести за свой вклад в музыку Луизианы и был включен в Зал славы музыки Луизианы.

## Отсылки и наследие
Хиты Кларенса Генри использовались во многих фильмах, среди которых «Форрест Гамп», «Пропащие ребята», «Казино» и «Микки Голубоглазый».